# ヴルコ・チェルヴェンコフ
ヴルコ・ヴェリョフ・チェルヴェンコフ（ブルガリア語: Вълко Вельов Червенков、1900年9月6日 – 1980年10月21日）は、ブルガリアの共産主義者。政治家。1949年から1954年までブルガリア共産党書記長を務めた。1950年から1955年まで同国首相。

## 生涯
スターリン主義に基づき、政敵の迫害、急速な工業化、農業集団化を進めるなど、強権的な統治を行った。
1953年にスターリンが死去すると、1年後の1954年にブルガリアは集団指導体制に移行し、チェルヴェンコフは書記長の座をジフコフに譲った。この変化に伴い、多くの政治犯が釈放され、経済政策も工業化よりも生活水準の向上が重視されるようになった。